# Dora Wasserman
Pour les articles homonymes, voir Wasserman.
Dora Wasserman est une femme de théâtre, née le 30 juin 1919 à Jytomyr (Ukraine) et morte le 15 décembre 2003 à Montréal.
Originaire d'Ukraine, elle est la cadette d'une famille juive de milieu modeste (fratrie de cinq enfants). Son père est serrurier. Après des études à l'École de chant Rimsky-Korsakov de Moscou, elle entre à l'école du Théâtre juif de Moscou (le GOSET), d'où elle sort en 1939, après 4 années de
formation avec des grands maîtres de l'époque.
Son diplôme en poche, Dora Wasserman quitte Moscou pour l'Ukraine, mais la Deuxième Guerre mondiale la force à partir plus loin vers l'est, dans le Kazakhstan. C'est là qu'elle rencontre son futur conjoint, un intellectuel juif réfugié de Pologne. Elle entreprend des tournées théâtrales en Ouzbékistan et au Tadzhikistan. Après la guerre, le jeune couple avec ses deux petites filles Ella et Bryna, se retrouve en Autriche dans des camps de personnes déplacées, puis s'installe en 1950 à Montréal au Canada. Dora Wasserman donne des cours de yiddish et initie des jeunes juifs montréalais au Théâtre yiddish. Avec l'appui du comédien Gratien Gélinas, elle parvient à produire des spectacles yiddish avec des adultes amateurs et des enfants. En 1958, elle fonde le Groupe du Théâtre yiddish au Centre Segal de Montréal. Elle monte des classiques ou traduit en yiddish des auteurs contemporains comme Michel Tremblay. Selon Jean-Marc Larrue, « Montréal est la seule ville au monde où le théâtre yiddish est demeuré actif depuis plus d'un siècle. Dora Wasserman est la principale responsable de cette formidable singularité ».

## Honneurs
- 1992 - Membre de l'Ordre du Canada
- 2003 - Chevalier de l'Ordre national du Québec